# Thomas Hill (basket-ball)
Pour les articles homonymes, voir Thomas Hill (homonymie) et Hill.
Thomas Hill, né le 31 août 1971, à Los Angeles, en Californie, est un ancien joueur américain de basket-ball. Il évolue au poste d'ailier. Il est le fils de l'athlète Thomas Hill, médaillé de bronze sur 110 mètres haies aux Jeux olympiques 1972, à Munich.

## Palmarès
- 3e des Jeux panaméricains de 1991
- Champion NCAA 1991, 1992